# Acantholimon evrenii
Acantholimon evrenii är en triftväxtart som beskrevs av Doan och Akaydn. Acantholimon evrenii ingår i släktet Acantholimon och familjen triftväxter. Inga underarter finns listade i Catalogue of Life.